# Янц, Анна Александровна
Анна Александровна Янц (31 августа 1992, Алма-Ата, Казахстан) — российская спортсменка-стрелок, старший инструктор Российского университета спецназа, Сертифицированный судья, старший инструктор России и Казахстана, член правления в Национальной стрелковой ассоциации Казахстана, победительница в международном Фестивале красоты «Sport Beauty-2019», чемпион Казахстан по ПС (2013), победительница различных соревнований, чемпионатов и турниров СНГ, России и Европы, серебро в команде чемпионата мира 2017 году по карабину;

## Биография
Родилась в конце августа 1992 года в Алма-Ате в семье Александра и Надежды, ветеринарного врача. Она была вторым ребёнком в семье. Однако, ещё в раннем детстве, Анна потеряла своего отца. Надежда осталась одна с двумя детьми на руках и стала воспитывать их сама.
Посещала художественную школу имени Кастеева и окончила ее в 2006 году. В возрасте 7 лет Анна поступила в первый класс местной школы и проучилась до 9 класса. Затем она поступила в лицей, который окончила с отличием в 2011 году.
В том же году, чтобы получить высшее образование, Анна поступила в Казахский национальный педагогический университет на факультет искусства, культуры и спорта. С 2010 по 2012 год, она совмещала учёбу с работой в художественной галерее «Кок-Тюбе» в должности Арт менеджера, после чего работала инструктором в пейнтбольном клубе.

### Профессиональная карьера
В 2012 приняла участие в отборочных мероприятиях Федерации практической стрельбы в пейнтбольном клубе, где она работала. Там она познакомилась с подполковником Мокеевым Виктором Евгеньевичем, офицером «Альфы» — Арыстан, Республики Казахстан. Анна начала заниматься практической стрельбой. Со временем она получила приглашение принять участие в различных соревнованиях.
В 2017 году, Анна по поручению Главы Чеченской Республики, Рамзана Кадырова, приглашается в Чеченскую Республику. Её задачей было проведение практики стрельбы для женщин семьи.
| Страна          | Город           | Название | Результат | Дата |
| --------------- | --------------- | --- | --------- | ---- |
| Флаг России     | Дзержинск       | Первый этап кубка Нижегородской области (пистолет)                                                                              | Золото    | 2023 |
| Флаг России     | Краснодар       | Всероссийские соревнования по ПС на призы Главы Республики Адыгея, посвящённых 100-летию РА (пистолет)                          | Золото    | 2022 |
| Флаг России     | Владикавказ     | Чемпионат СКФО по ПС (пистолет)                                                                                                 | Серебро   | 2022 |
| Флаг России     | Владикавказ     | Чемпионат СКФО по ПС (пистолет)                                                                                                 | Бронза    | 2022 |
| Флаг России     | Владикавказ     | Чемпионат РСО-Алания по ПС (пистолет)                                                                                           | Бронза    | 2022 |
| Флаг России     | Гудермес        | Первый открытый чемпионат страны по стендовой стрельбе «Open Chehnya»                                                           | Серебро   | 2021 |
| Флаг России     | Владикавказ     | Этап Кубка РСО-Алания по ПС (пистолет)                                                                                          | Золото    | 2021 |
| Флаг России     | Грозный         | Первенство Общества Динамо ЧР по стрельбе из боевого табельного оружия (пистолет ПМ)                                            | Серебро   | 2018 |
| Флаг России     | Москва          | Чемпионат Мира по ПС (карабин)                                                                                                  | Серебро   | 2017 |
| Флаг Эстонии    | Таллин          | «Baltic Storm» — Крупнейшие в мире соревнования (Level III) (пистолет)                                                          | Бронза    | 2015 |
| Флаг России     | Воронеж         | «Битва за Воронеж» (Level II) (ружьё)                                                                                           | Бронза    | 2014 |
| Флаг Казахстана | Алмата          | Чемпионат Казахстана по ПС (пистолет)                                                                                           | Золото    | 2014 |
| Флаг России     | Воронеж         | Воронеж. «Sammer Heate» (Level II) (пистолет)                                                                                   | Золото    | 2014 |
| Флаг России     | Санкт-Петербург | Турнир шлема Великого Князя Александра Невского (Level II) (многоборье)                                                         | Серебро   | 2014 |
| Флаг России     | Санкт-Петербург | Турнир шлема Великого Князя Александра Невского Дуэль (многоборье)                                                              | Серебро   | 2014 |
| Флаг России     | Санкт-Петербург | Турнир шлема Великого Князя Александра Невского ПС (пистолет)                                                                   | Золото    | 2014 |
| Флаг России     | Великий Устюг   | «Родина Деда Мороза» (пистолет). (Level II)                                                                                     | Золото    | 2014 |
| Флаг России     | Вологда         | Открытый кубок Вологодской области. посвящённый Дню создания органов гос. безопасности (Level II)                               | Бронза    | 2013 |
| Флаг России     | Вологда         | Открытый кубок Вологодской области, посвящённый Дню создания органов Государственной безопасности. Дуэльная стрельба (пистолет) | Бронза    | 2013 |
| Флаг Казахстана | Алмата          | Турнир среди представителей СМИ «Байтерек» (круглый стенд)                                                                      | Золото    | 2013 |
| Флаг Казахстана | Алмата          | Чемпионат Казахстана по ПС (пистолет)                                                                                           | Золото    | 2013 |
| Флаг Казахстана | Алмата          | Чемпионат Казахстана по ПС (пистолет)                                                                                           | Серебро   | 2012 |